# Tägert
Tägert oder Taegert ist der Familienname folgender Personen:
- Carl Tägert (1869–1946), deutscher Konteradmiral
- Hans Tägert (1908–1945), deutscher Privatrechtler
- Philip Tägert (* 1966), deutscher Comiczeichner und Humorist (FIL)
- Werner Taegert (* 1950), deutscher Altphilologe und Anglist, ehemaliger Direktor der Staatsbibliothek Bamberg
- Wilhelm Tägert (1871–1950), deutscher Vizeadmiral